# Nils Landgren
Nils Landgren (Degerfors, 15 febbraio 1956) è un trombonista e cantante svedese.

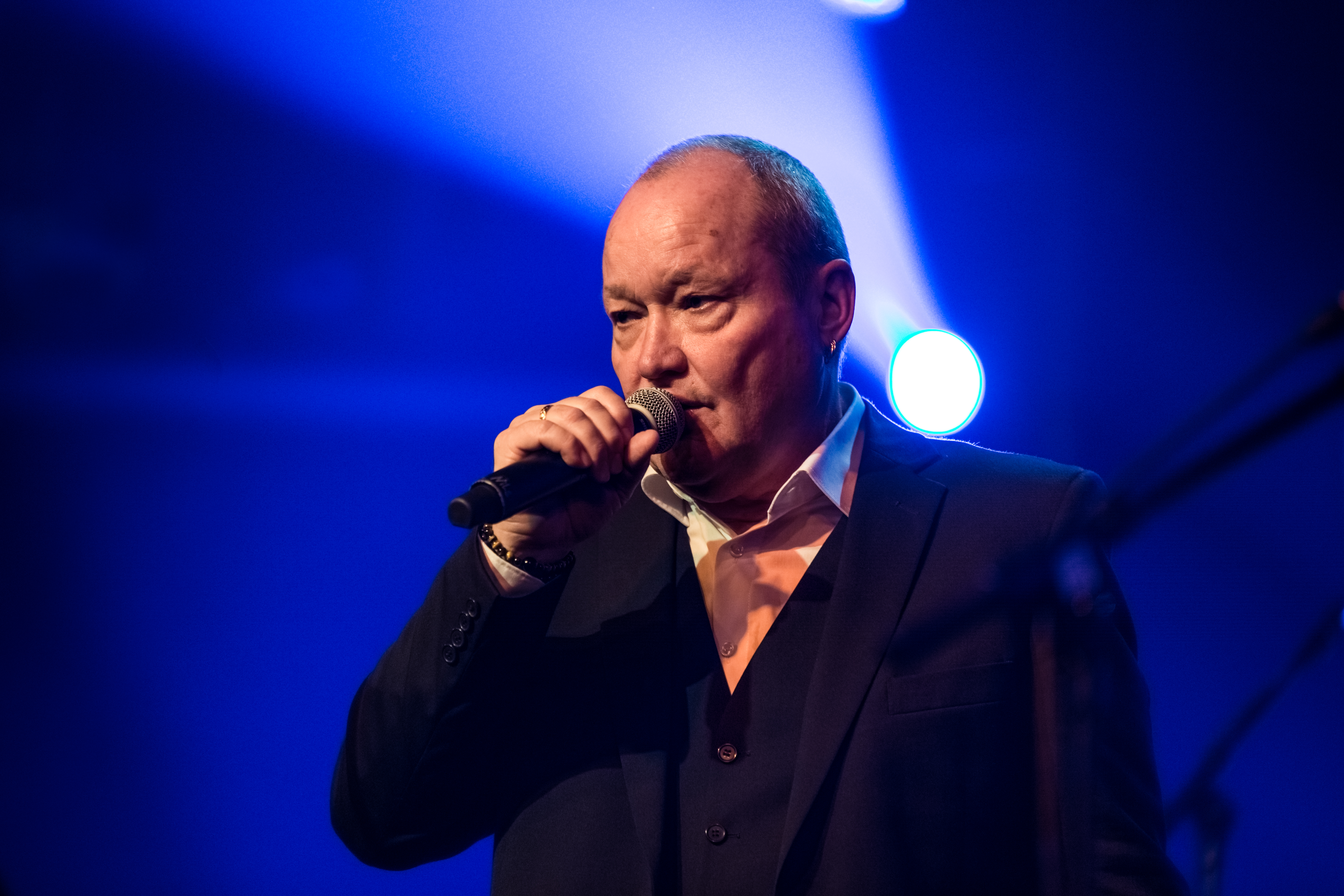
Nils Landgren 2017

Inizia a suonare a 6 anni la batteria, e solo verso i 13 anni avviene il suo primo approccio con il trombone. Ha studiato con grandi nomi del trombone jazz (quali Bengt-Arne Wallin e Eje Thelin) che lo spronarono a passare dagli studi classici allo studio dell'improvvisazione. Dopo il 1978 (anno in cui si laureò all'Accademia di musica dell'Università di Karlstad), si trasferisce a Stoccolma, dove ben presto egli iniziò un tour con i Blue Swede (un gruppo rock svedese, sulla cresta dell'onda negli anni settanta). Nel 1981 fu invece chiamato da Thad Jones a collaborare come trombonista leader in una sua nuova big band i Ball of Fire. Da allora, Nils ha partecipato a oltre 500 album, portandolo a collaborare con svariati artisti, tra i quali: gli ABBA, i The Crusaders, Herbie Hancock, Pat Metheny, gli E.S.T. e altri ancora.

## Discografia

### Albums da solista
- 1983: Planet Rock (Frituna/ACT)
- 1984: Streetfighter (Frituna/ACT)
- 1985: You Are My Nr. 1 (Frituna/ACT)
- 1990: Follow Your Heart (Caprice/ACT)
- 1992: Red Horn (Caprice/ACT)
- 1993: Ballads (ACT, 1993/98)
- 1996: Gotland (ACT)
- 2001: The First Unit (ACT)
- 2002: Sentimental Journey (ACT)
- 2016: Some Other Time – A Tribute to Leonard Bernstein (ACT)

### Album con la Nils Landgren Funk Unit
- 1995: Live in Stockholm (ACT, 1994–1995), con Maceo Parker
- 1996: Paint It Blue (ACT)
- 1998: Live in Montreux (ACT)
- 1999: 5000 Miles (1999) (ACT)
- 2001: Fonk Da World (ACT)
- 2004: Funky ABBA (ACT)
- 2007: License to Funk (ACT)
- 2010: Funk for Life (ACT)
- 2013: Teamwork (ACT)
- 2014: Eternal Beauty (ACT)
- 2017: Unbreakable (ACT)
- 2021: Funk Is My Religion (ACT)